# Erateina monophthalma
Erateina monophthalma är en fjärilsart som beskrevs av W. Warren 1901. Erateina monophthalma ingår i släktet Erateina och familjen mätare. Inga underarter finns listade i Catalogue of Life.